# Grande provincia ignea dell'Alto Artico
| Localizzazione                                                                                | Estensione (km2) | Età (Ma) |
| --------------------------------------------------------------------------------------------- | ---------------- | -------- |
| Isole Svalbard (Diabasodden Suite)                                                            | 750 000          | 124,5    |
| Terra di Francesco Giuseppe                                                                   | 750 000          | 116,5    |
| Mare di Barents                                                                               | 15–20 000        | non nota |
| Arcipelago artico canadese, Isole Regina Elisabetta (Provincia magmatica del bacino Sverdrup) | 550 000          | 90-130   |
| Terra di Peary, Groenlandia settentrionale (Kap Washington Group)                             | 80 000           | 130–80   |
| Dorsale Alfa, Bacino amerasiatico                                                             | 200 000          | 97–79    |
| Isole De Long/Isola di Bennett                                                                | 228              | 124–109  |

La Grande provincia ignea dell'Alto Artico (in lingua inglese: High Arctic Large Igneous Province e abbreviata in "HALIP") è una grande provincia ignea risalente al Cretaceo e situata nella regione artica.
L'HALIP si estende su un'area di oltre 1000000 km², il che la rende uno dei più estesi e intensi complessi magmatici del pianeta. Tuttavia, i sedimenti vulcanici erosi presenti nelle stratificazioni sedimentarie delle Isole Svalbard e della Terra di Francesco Giuseppe, suggeriscono che una porzione estremamente vasta delle emissioni vulcaniche dell'HALIP è già stata erosa.
Data la sua notevole estensione, l'area è normalmente suddivisa in parecchie sotto-province magmatiche di dimensioni inferiori. Le sotto-province più importanti sono: le Isole Svalbard, la Terra di Francesco Giuseppe, la Provincia magmatica del bacino Sverdrup, il bacino amerasiatico e la Terra di Peary nella parte settentrionale della Groenlandia.

## Evoluzione geologica
L'evento che ha creato la Grande provincia ignea dell'Alto Artico (HALIP) si è sviluppato tra 130 e 60 milioni di anni fa, con due fasi distinte di attività vulcanica.

La prima fase è iniziata 130 milioni di anni fa e ha continuato fino a 80 milioni di anni fa ed è stata caratterizzata da un vulcanismo che ha prodotto emissioni di basalto tholeiitico. Nel corso del periodo si sono formati numerosi dicchi e sill accompagnati da eruzioni di colate basaltiche. I basalti formatisi in questo periodo sono relativamente ricchi di TiO2 e hanno una composizione simile ai plateau basaltici continentali.

La seconda fase durò dagli 85 a 60 milioni di anni fa e fu caratterizzata da un'attività magmatica debolmente alcalina e da eruzioni di colate basaltiche. Le rocce magmatiche formatesi in questa seconda fase hanno una struttura geochimica simile alla composizione intra-placca.

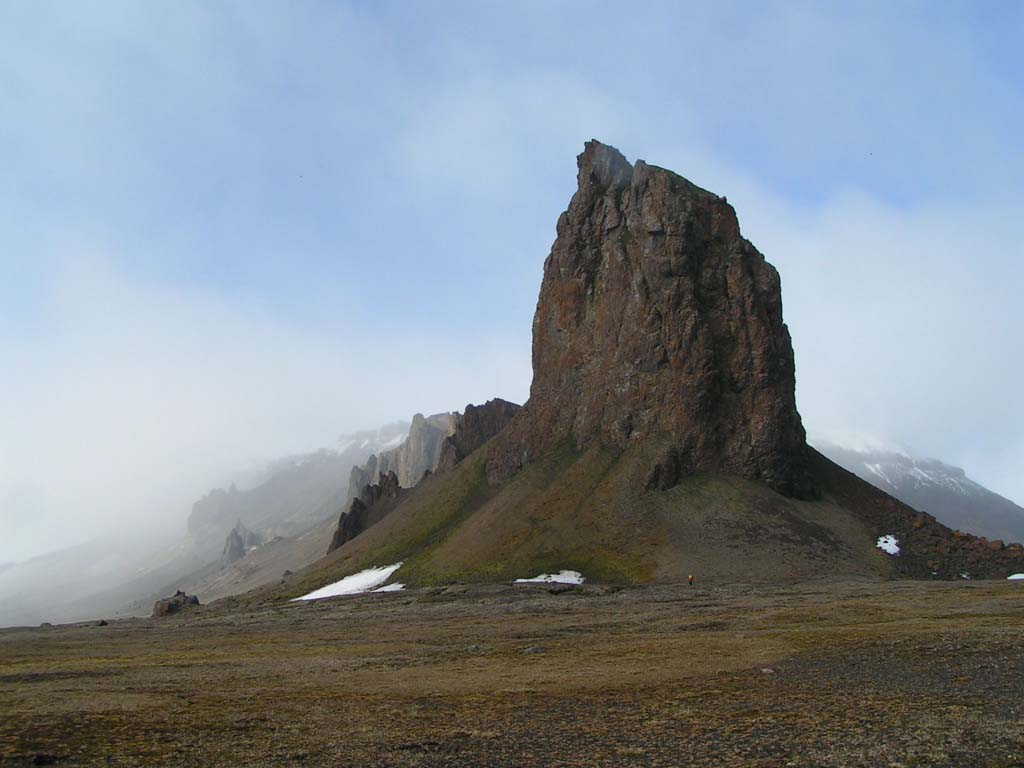
Capo Tegethoff, promontorio basaltico della Terra di Francesco Giuseppe.

Il Mar Glaciale Artico ha un'età di alcune centinaia di milioni di anni, il che lo rende il più giovane tra gli oceani terrestri. Nel Precambriano, quando l'Artide era localizzato a sud dell'equatore, il continente Arctica (o Arctida) riempì lo spazio tra i cratoni che oggi contornano la regione artica. Il continente Arctica si fratturò verso la fine del Precambriano (950 milioni di anni fa) e si riassemblò in una nuova configurazione nel Paleozoico superiore (255 milioni di anni fa)..
Questo secondo supercontinente chiamato Pangea, si fratturò a sua volta durante il Giurassico-Cretacico provocando l'apertura del Bacino amerasiatico e la formazione del Mar Glaciale Artico. La HALIP disperse i componenti del supercontinente attorno ai margini dell'Oceano Artico dove ora essi si presentano come terrane e microplacche inserite nelle cinture rocciose o ricoperte dai sedimenti. Con l'apertita dell'Oceano Atlantico e Artico durante il Mesozoico e il Cenozoico, la regione artica andò incontro a una serie di stadi di rifting, sedimentazioni e magmatismo.
I diabase raccolti nelle Svalbard e in altre zone artiche sono basalti tholeiitici femici e intraplacca caratteristici della HALIP, il che indica che la grande provincia ignea si formò durante l'apertura dell'Oceano Artico tra 148 e 70 milioni di anni fa. Le analisi sismiche e magnetiche del fondale marino indicano un'età compresa tra 118 e 83 milioni di anni fa.
C'è ampio consenso sul fatto che la HALIP abbia avuto origine da un pennacchio del mantello e che l'attività magmatica della provincia abbia avuto un decorso similare a quello del punto caldo dell'Islanda.

## Impatto climatico
Si ritiene che le grandi province ignee, come la HALIP, abbiano causato cambiamenti climatici a livello globale. I fossili dei vertebrati del Cretacico superiore (92-86 milioni di anni fa) trovati nell'Artico canadese, incluso il champsosaurus, un rettile simile a un coccodrillo e lungo fino a 2,4 m, suggeriscono che il clima polare era molto più caldo durante il Cretacico, con temperature medie annue che dovevano superare i 14 °C.
Le intrusioni basaltiche potrebbero aver rilasciato 9 milioni di tonnellate di carbonio dalle aureole di contatto, che potrebbero aver innescato l'evento anossico dell'Aptiano (OAE1a) circa 120 milioni di anni fa.